# Gaelic Park
Gaelic Park ( em irlandês:  Páirc na nGael  ) é um estádio multiuso, localizado na West 240th Street e Broadway em Riverdale, Bronx, na cidade de Nova York, no estado americano de Nova York .  Desde 1926, o terreno tem sido usado como palco para jogos gaélicos em Nova York e, desde sua compra pelo Manhattan College em 1991, tem sediado vários eventos esportivos universitários americanos.
Localizado a oeste da Broadway e ao sul e oeste do Van Cortlandt Park, na parte norte do Bronx, ao sul da fronteira da cidade com o condado de Westchester, o Gaelic Park foi comprado em 1926 pela Gaelic Athletic Association of Greater New York. Recebeu alguns nomes diferentes ao longo do tempo, incluindo Innisfail Park, mas desde os anos 1950 passou a usar seu nome atual, Gaelic Park, um reflexo do sabor decididamente irlandês do parque. O parque inclui campo de jogos e salão de dança. Além de jogos de hurling e futebol, vários outros eventos esportivos acontecem no Gaelic Park. Há também concertos e danças que apresentam música irlandesa antiga e nova.
O estádio também é sede do Manhattan Soccer Club, da USL League Two.

## História
Gaelic Park foi comprado pela Gaelic Athletic Association of Greater New York (GAA) em 1926. Começou como um campo muito áspero que serviu de centro social para muitos imigrantes irlandeses no Bronx . Com a ausência de centros de cinema e outros complexos de entretenimento, arremessar no parque era a principal diversão.
O GAA administrou o parque por cerca de 10 anos, até que ele foi forçado à falência, após o que a cidade assumiu o controle do terreno. A propriedade foi então alugada novamente em 1941 para John "Kerry" O'Donnell, que com a ajuda de sua família e amigos administrava o parque, salão de dança e taverna. Por vários anos, foi chamado de "Croke Park", em homenagem ao estádio principal do GAA em Dublin.
O parque foi assumido pelo Manhattan College em 1991. A faculdade manteve as tradições do Gaelic Park, além de fazer algumas reformas significativas, e agora também a usa para jogos caseiros de lacrosse, rúgbi, futebol e softball.
No início de 2007, uma renovação de $ 3 milhões do Gaelic Park começou. O estádio possui grama sintética, o que o tornou mais durável para os esportes americanos e gaélicos. Além disso, as instalações para o softball foram melhoradas e a instalação da iluminação do estádio possibilitou os jogos noturnos. 
Em abril de 2019, o salão de banquetes do Gaelic Park foi demolido e substituído com o apoio do GAA, do Departamento de Relações Exteriores da Irlanda e de outras doações e patrocinadores.